# IC 2453
IC 2453 је спирална галаксија у сазвјежђу Рак која се налази на листи објеката дубоког неба у Индекс каталогу.
Деклинација објекта је + 20° 55' 46" а ректасцензија 9h 15m 54,5s. Привидна величина (магнитуда) објекта IC 2453 износи 14,6 а фотографска магнитуда 15,4. IC 2453 је још познат и под ознакама MK 1229, CGCG 121-46, NPM1G +21.0210, IRAS 09130+2108, PGC 26131.